# British Fascists

Drapeau des Fascistes britanniques.

Les British Fascists, fondé le 6 mai 1923 par Rotha Lintorn-Orman et dissout en juillet 1935, sont la première organisation politique du Royaume-Uni à revendiquer l'étiquette de fasciste.
Alors que le groupe avait plus de points communs avec le conservatisme pendant la plus grande partie de son existence, il a néanmoins été le premier à se décrire comme fasciste en Grande-Bretagne. William Joyce, Neil Francis Hawkins (en), Maxwell Knight (en) et Arnold Leese ont été parmi ceux qui ont traversé le mouvement en tant que membres et activistes.

## Structure
Le groupe a été formé le 6 mai 1923, par Rotha Lintorn-Orman à la suite de la marche de Benito Mussolini sur Rome, et opérait à l’origine sous le nom à consonance italienne des fascistes britanniques. Malgré son nom, le groupe avait à ses débuts une base idéologique mal définie, plus par crainte de la politique de gauche que par dévotion au fascisme. Selon le général R. B. D. Blakeney, les idéaux du mouvement scout auquel ont participé nombre de ses premiers membres dans leur jeunesse ont également joué un rôle important, comme le souhaitaient les fascistes britanniques. Blakeney, qui fut président de la FB de 1924 à 1926, « défendra les mêmes nobles idées de fraternité, de service et de devoir ». Au moins au moment de sa formation, les fascistes britanniques se situaient dans le même camp conservateur de droite que l’union de l’empire britannique et de l’Union des classes moyennes et partageaient quelques membres avec ces groupes. Le groupe avait une structure complexe, présidée par un conseil exécutif et un grand conseil fasciste de neuf hommes, les commandants de comté et de secteur contrôlant les districts situés en dessous. Les districts comprenaient un certain nombre de compagnies, qui étaient à leur tour divisées en troupes, chaque troupe étant composée de trois unités et une unité contenant sept membres dirigés par un chef. Une structure distincte existait de manière similaire pour les membres féminins du groupe.
Rotha-Lintorn Orman est celle à l'origine du logotype du parti, se trouvant sur les badges des partisans. Le logotype était initialement composé des initiales « BF » avant d'opter pour la lettre « F ». Rotha-Lintorn Orman décide également de former son propre salut romain, constituant en le fait de mettre sa main droite sur son cœur tout en touchant son badge. Il n'existe cependant pas d'uniforme officielle.

## Développement
Le parti s'est borné à gérer les réunions du Parti conservateur et à solliciter son parti. En particulier, il a mené une campagne vigoureuse pour le compte d'Oliver Locker-Lampson (en), dont le slogan de la campagne « Keep Out the Reds » a touché une corde en accord avec le puissant anticommunisme du groupe. Le groupe s’est également adonné à une série de cascades prestigieuses, dont beaucoup ressemblaient davantage à des blagues élaborées qu'à une véritable subversion. Par exemple, cinq Britanniques fascistes ont enlevé de force Harry Pollitt d'un train à destination de Liverpool, où il devait prendre la parole devant un événement du mouvement des minorités nationales, et tenté de l'embarquer dans un autre train. Les cinq membres arrêtés pour l'événement ont insisté sur le fait qu'ils avaient l'intention d'envoyer Pollitt un week-end et ont même affirmé qu'il avait pris 5 £ de frais qu'ils lui avaient offerts à cette fin. Le groupe a changé de nom et est passé de British Fascisti à British Fascists en 1924 pour tenter de se démarquer des associations italiennes, bien que cette décision ait contribué à créer une scission dans le groupe avec un groupe plus idéologiquement fasciste, le groupe National Fascisti. Le patriotisme du groupe avait été mis en cause à cause de l'orthographe italienne du nom, tandis que des accusations avaient également été portées selon lesquelles il serait à la solde du gouvernement italien. Mettant l'accent sur son soutien à l'établissement, il écrivit même en 1924 au ministre de l'Intérieur du Parti travailliste, Arthur Henderson, l'informant que le groupe était à sa disposition s'il souhaitait les déployer contre des piquets de grève lors de troubles industriels, une offre à laquelle Henderson ne participa pas. Malgré leur étroite association avec des éléments du parti conservateur, les British Fascists ont parfois présenté des candidats aux élections locales. En 1924, deux de ses candidats aux élections municipales de Stamford, dans le Lincolnshire, Arnold Leese et Henry Simpson, réussirent à se faire élire au conseil municipal. Simpson conservera son siège en 1927 bien qu'à ce stade, lui et Leese aient rompu avec les BF.
Le parti est dès ses débuts mis sous surveillance et infiltré notamment par l'espion Maxwell Knight (en) de 1924 à 1930, qui est nommé par Lintorn-Orman directeur du renseignement.